# Banato di Severin

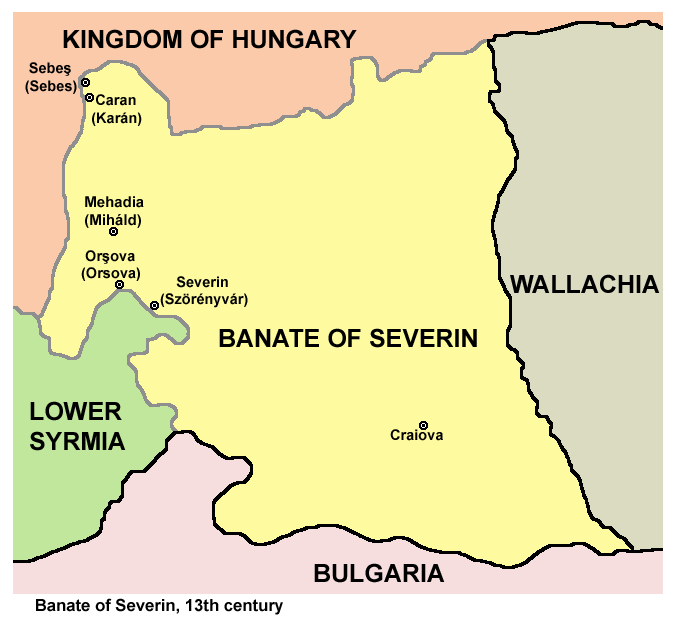
Mappa del Banato di Severin

Il Banato di Severin o Banato di Szörény è stato uno stato storico dell'Europa centrale, oggigiorno compreso quasi interamente nell'odierna Romania.
I banati erano province amministrative di confine tipiche degli stati medioevali costituiti dagli slavi balcanici e dagli Ungheresi: retti da un bano, ciascuno di essi aveva funzione analoga a quella delle marche nell'impero carolingio, ovvero erano istituiti per difendere e amministrare con efficienza regioni periferiche di recente conquista o acquisizione, che avrebbero potuto essere facilmente "perdute".

## Storia
Kalojan di Bulgaria occupò la regione tra i fiumi Cerna e l'Olt intorno al 1199. Il Regno d'Ungheria all'inizio del 13º secolo si stava espandendo verso i monti Carpazi, creando conflitto tra i due paesi. Le tribù Cumane accettarono di pagare tributo ai re d'Ungheria nel 1227. Gli ungheresi catturarono la fortezza di Severin durante una campagna militare contro la Bulgaria nel 1231.
Nel 1330 il Banato fu conquistato da Basarab I di Valacchia, e la maggior parte del Banato rimase sotto giurisdizione della Valacchia per i prossimi secoli.
Dopo la Battaglia di Mohács nel 1526, il Banato di Severin rimase diviso. La parte a sud-est cadde sotto la giurisdizione dei principi di Valacchia e la parte a nord-ovest venne riorganizzata gradualmente nel Banato di Lugos e Karánsebes.

## Lista dei Bani di Severin

### Tredicesimo secolo
| Anni              | Bano                        | Monarca     | Note                                                             | Fonti |
| ----------------- | --------------------------- | ----------- | ---------------------------------------------------------------- | ----- |
| ca. 1226–ca. 1232 | Buzád Hahót                 | Andrea II   |                                                                  | [ 6 ] |
| ca. 1233          | Luca I Péc                  | Andrea II   |                                                                  | [ 7 ] |
| 1235              | Pous Csák                   | Béla IV     |                                                                  | [ 7 ] |
| ca. 1240          | Osl Osl                     | Béla IV     |                                                                  | [ 7 ] |
| ca. 1243          | Stefano Csák                | Béla IV     |                                                                  | [ 7 ] |
| ca. 1260          | Lorenzo, figlio di Kemény   | Béla IV     | Primo governo.                                                   | [ 7 ] |
| ca. 1262          | Stefano                     | Béla IV     | È menzionato soltanto in documenti non ufficiali.                | [ 7 ] |
| ca. 1263          | Lorenzo                     | Stefano V   |                                                                  | [ 7 ] |
| ca. 1268          | Alessandro, figlio di Drugh | Stefano V   |                                                                  | [ 7 ] |
| ca. 1268          | Ugrino III Csák             | Stefano V   | Primo governo.                                                   | [ 7 ] |
| ca. 1270          | Lorenzo, figlio di Kemény   | Stefano V   | Secondo governo.                                                 | [ 8 ] |
| ca. 1270          | Ponit Miskolc               | Stefano V   |                                                                  | [ 8 ] |
| 1271–1272         | Lorenzo, figlio di Kemény   | Stefano V   | Terzo governo.                                                   | [ 8 ] |
| 1272              | Alberto Ákos                | Stefano V   |                                                                  | [ 8 ] |
| 1272–1274         | Paolo Gutkeled              | Ladislao IV | Primo governo.                                                   | [ 9 ] |
| 1274–1275         | Ugrino III Csák             | Ladislao IV | Secondo governo.                                                 | [ 8 ] |
| 1275              | Paolo Gutkeled              | Ladislao IV | Secondo governo.                                                 | [ 9 ] |
| 1275–1276         | Mikod Kökényesradnót        | Ladislao IV |                                                                  | [ 8 ] |
| 1276              | Ugrino III Csák             | Ladislao IV | Terzo governo.                                                   | [ 8 ] |
| 1277–1278         | Paolo Gutkeled (?)          | Ladislao IV | È menzionato soltanto in documenti non ufficiali. Terzo governo. | [ 9 ] |
| 1279              | Lorenzo, figlio di Lorenzo  | Ladislao IV | Primo governo.                                                   | [ 8 ] |
| 1291              | Lorenzo, figlio di Lorenzo  | Andrea III  | Secondo governo.                                                 | [ 8 ] |

### Quattordicesimo secolo
| Anni      | Bano             | Monarca          | Note | Fonti  |
| --------- | ---------------- | ---------------- | ---- | ------ |
| 1335–1341 | Deniso Szécsi    | Carlo I          |      | [ 10 ] |
| 1342–1349 | Stefano Losonci  | Carlo I, Luigi I |      | [ 10 ] |
| 1350–1355 | Nicolà Szécsi    | Luigi I          |      | [ 10 ] |
| 1355–1359 | Deniso Lackfi    | Luigi I          |      | [ 10 ] |
| 1359–1379 | Vacante.         |                  |      | [ 10 ] |
| 1375–1376 | Giovanni Treutel | Luigi I          |      | [ 10 ] |
| 1376–1387 | Vacante.         |                  |      | [ 10 ] |